# دره وینالس
دره وینالس (اسپانیایی: Valle de Viñales‎) یک کارست در کوبا است. دره ۱۳۲ کیلومتر مربع (۵۱ مایل مربع) مساحت دارد و در استان پینار دل ریو واقع شده‌است.

## بررسی اجمالی

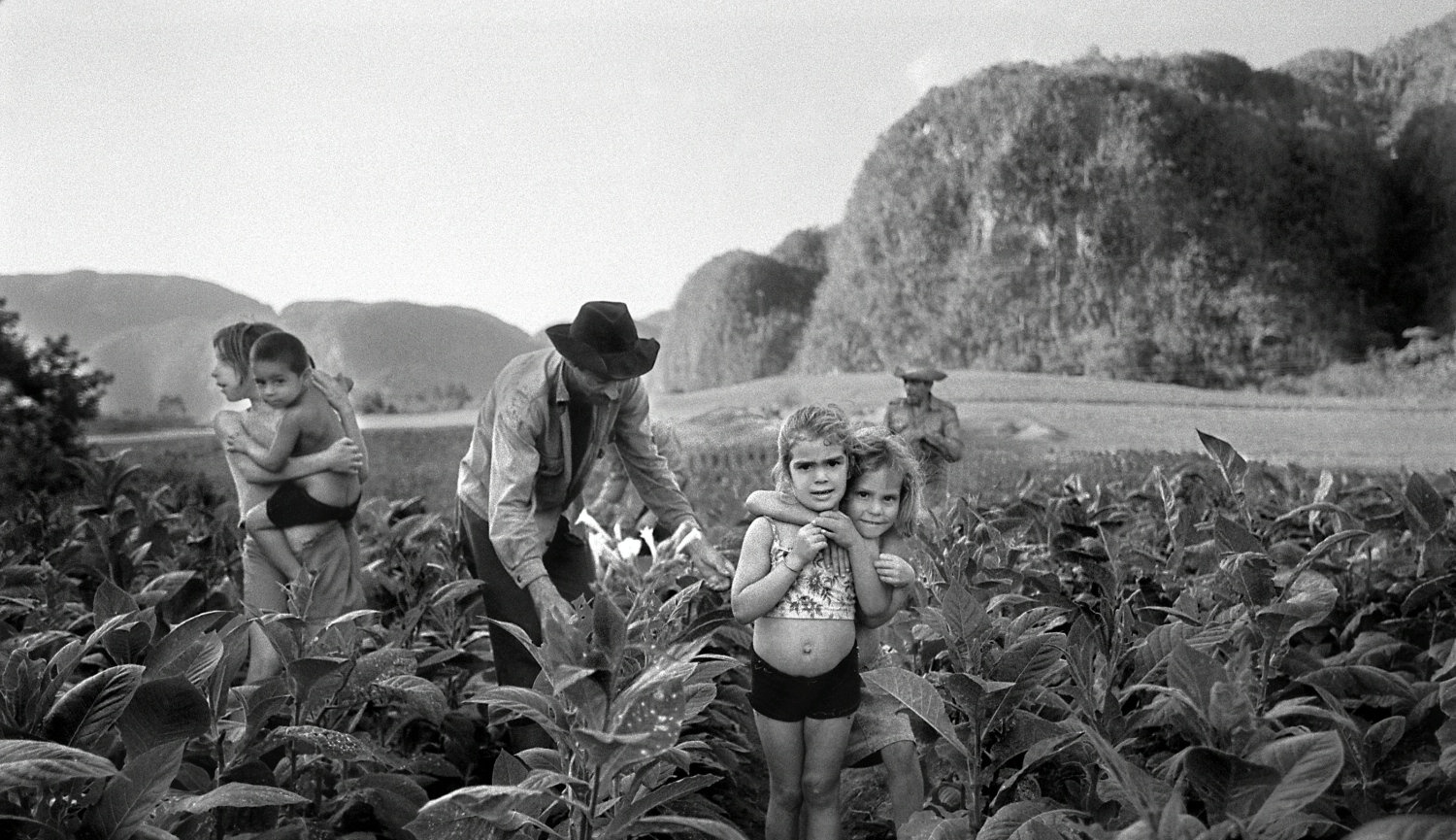
مانوئل ریورا اورتیز: برداشت توتون و تنباکو، دره وی Vالز، کوبا ۲۰۰۲

دخانیات و سایر محصولات زراعی بیشتر با روش‌های سنتی کشاورزی در انتهای دره کشت می‌شود.
وینالس یک مقصد مهم توریستی است که عمدتاً مناسب پیاده‌گردی و سنگ‌نوردی است. مناظر کوهنوردی محلی در چند سال گذشته با کشف بسیاری از مسیرهای جدید گشته که منجر به افزایش گردشگری محلی شده‌است.